# Jałowe
Jałowe (ukrainisch Ялове) ist eine Ortschaft mit einem Schulzenamt der Gemeinde Ustrzyki Dolne im Powiat Bieszczadzki der Woiwodschaft Karpatenvorland in Polen.

## Geographie
Der Ort liegt zwischen der Stadt Ustrzyki Dolne im Nordwesten und Bandrów Narodowy im Südosten in den Bieszczady.

## Geschichte
Der Name eines Berges Jałowe erschien schon im Gründungsprivileg des Ortes Berehy Dolne aus dem Jahr 1532. Etwa im Jahr 1870 gab es dort einen Gutshof, eine Ziegelei und zwei Mühlen. Erst am Ende des 19. Jahrhunderts wurde einige Dutzend Bauernhöfe entlang des Bachs Głuchy gebaut.
Im Jahr 1900 hatte die Gemeinde Jałowe 27 Häuser mit 205 Einwohnern, davon alle ruthenischsprachig und griechisch-katholisch.
1918, nach dem Ende des Ersten Weltkriegs und dem Zusammenbruch der k.u.k. Monarchie, kam die Gemeinde zu Polen. Im Jahre 1921 hatte die Gemeinde 57 Häuser mit 388 Einwohnern, davon 281 Ruthenen, 39 Polen, 38 Juden, 30 Deutschen, 288 griechisch-katholische, 41 römisch-katholische, 21 evangelische, 38 israelitische.
Die Protestanten gehörten zur Pfarrgemeinde Bandrów in der Evangelischen Kirche Augsburgischen und Helvetischen Bekenntnisses in Kleinpolen.
Im Zweiten Weltkrieg gehörte der Ort zuerst zur Sowjetunion und ab 1941 zum Generalgouvernement. In den Jahren 1945–1951 gehörte er wieder zur Sowjetunion (siehe Polnisch-Sowjetischer Gebietsaustausch).
Von 1975 bis 1998 gehörte Jałowe zur Woiwodschaft Krosno.

## Sehenswürdigkeiten

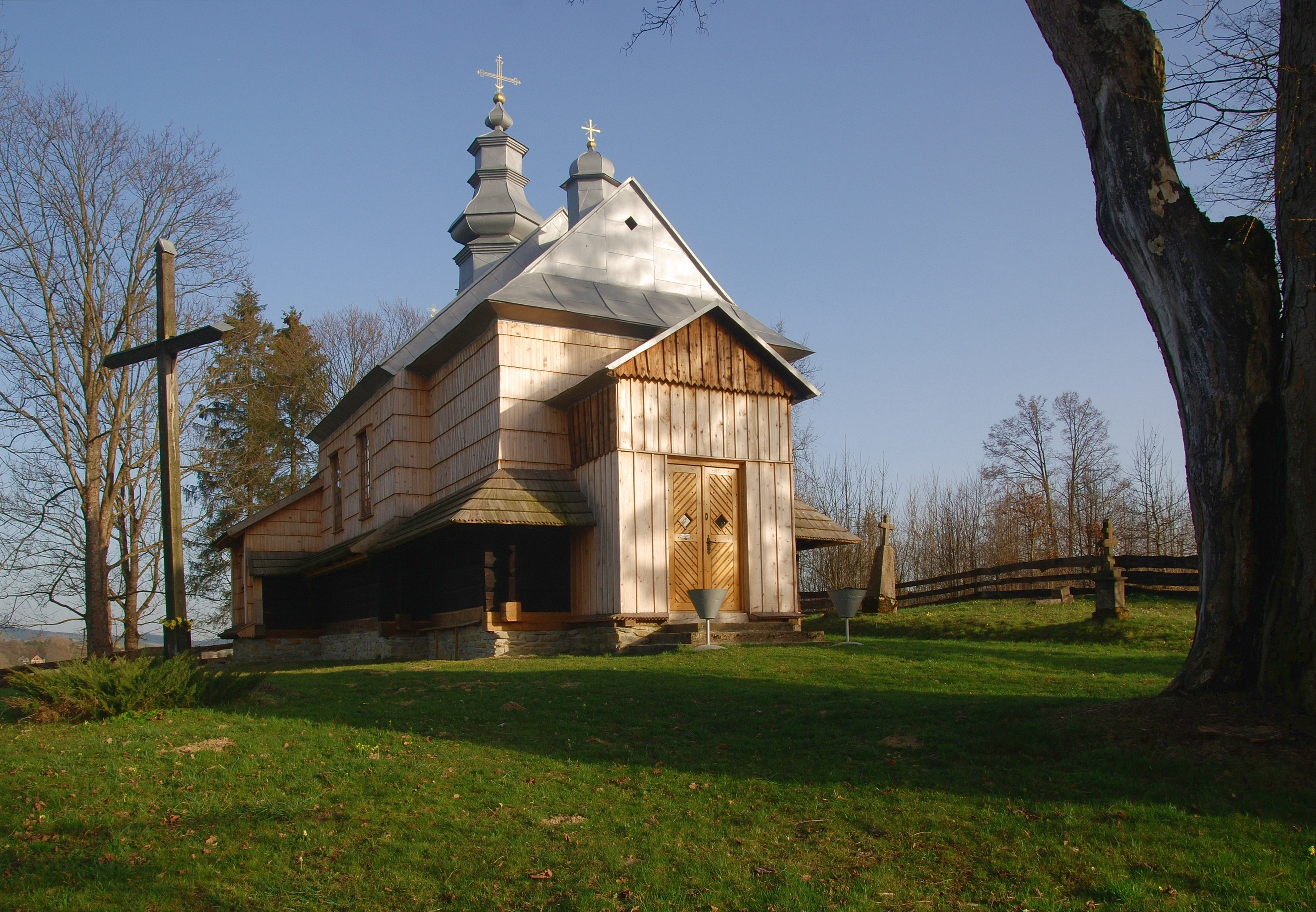
Ehemalige griechisch-katholische Kirche

- Ehemalige griechisch-katholische Kirche aus Holz, gebaut 1903, ab 1971 römisch-katholisch